# Pachyanthrax vetula
Pachyanthrax vetula är en tvåvingeart som först beskrevs av Christian Rudolph Wilhelm Wiedemann 1828.  Pachyanthrax vetula ingår i släktet Pachyanthrax och familjen svävflugor. Inga underarter finns listade i Catalogue of Life.